# District d'Etah
Pour les articles homonymes, voir Etah.
Le district d'Etah (en hindi : एटा ज़िला, en ourdou : ایٹا ضلع)) est une division administrative de la division d'Aligarh dans l'État de l'Uttar Pradesh, en Inde.

## Géographie
Le centre administratif du district est Etah. 
La superficie est de 2 431 km2 et la population est de 1 774 480 habitants (2011).